# André Cavelier
Pour les articles homonymes, voir Cavelier.
André-Léon-Aimé Cavelier, né à La Chapelle-Bayvel le 19 février 1894 et mort à Vannecrocq le 13 janvier 1974, est un homme politique français.

## Biographie
André Cavelier est né de parents agriculteurs, le 19 février 1894, à La Chapelle-Bayvel, petite commune rurale de l'Eure. Après l'école primaire d'Épaignes (Eure), il entre à l'École normale d'instituteurs d'Évreux et obtient le brevet supérieur ainsi que le certificat d'aptitude pédagogique. Les événements l'empêchent cependant de s'orienter vers une carrière d'enseignant. Dès sa sortie de l’École normale, André Cavelier est en effet mobilisé, et combat au front de 1914 à 1918. Blessé, il devient à son tour, après la démobilisation, agriculteur à la Chapelle-Bayvel. Cependant, il s'intéresse aussi à la vie publique. Élu conseiller municipal (1919) puis maire (1924) de la Chapelle-Bayvel, il sera également président du syndicat agricole de Cormeilles (Eure) et président de la délégation cantonale de Cormeilles.
André Cavelier est à nouveau mobilisé pour la campagne de 1939-1940. À l'issue de la Seconde Guerre mondiale, il s'oriente encore plus nettement vers la vie publique, se rapprochant alors du Parti radical socialiste et de Pierre Mendès France.
André Cavelier est candidat sur la liste du Rassemblement des gauches républicaines (RGR), aux élections législatives du 17 juin 1951 dans l'Eure. La réforme électorale avait institué le scrutin de liste majoritaire départemental à un tour. Dans l'Eure, la liste RGR, conduite par Pierre Mendès France, avait réalisé un apparentement avec les listes d'Union des indépendants et paysans et républicains nationaux (UIPRN), du Parti socialiste (SFIO) et du MRP. Ses engagements électoraux insistent sur la nécessité urgente d'une "majorité ferme, active et courageuse qui (nous) a manqué depuis la Libération", et prônent le rétablissement du scrutin d'arrondissement. Sur le plan des institutions, il faut notamment, selon eux, engager la réforme de la Constitution, supprimer l'obligation de la majorité absolue et accroître les pouvoirs du Conseil de la République. Arrivé en tête avec 26,1 % des suffrages exprimés, la liste de Pierre Mendès France remporte trois des quatre sièges à pourvoir car l'apparentement dépasse la majorité absolue. André Cavelier qui figure en troisième position sur la liste RGR est donc élu, le quatrième siège revenant aux Indépendants et paysans.
À l'Assemblée, le nouveau député de l'Eure s'inscrit au groupe républicain radical et radical-socialiste et est nommé membre de la Commission de la reconstruction et des dommages de guerre (1951, 1953, 1954, 1955), de celle des boissons (1951) et de celle de l'agriculture (1953, 1954, 1955).
Le 21 septembre 1951, André Cavelier se prononce contre les lois scolaires favorables à l'enseignement privé (lois dites André Marie et Charles Barangé). Il vote le pool charbon-acier (13 décembre 1951) puis le 28 février 1952, dépose une proposition de loi tendant à fixer les salaires nationaux de certains ouvriers des ponts et chaussées. Le 6 mars 1952, il vote pour l'investiture d'Antoine Pinay comme président du Conseil et, le 8 juillet suivant, dépose une proposition de loi tendant à préciser le régime fiscal des agriculteurs. Le 26 juin 1953, il vote pour l'investiture de Joseph Laniel puis, le 27 octobre suivant, contre l'adoption de l'ordre du jour gouvernemental à la suite du débat sur la situation en Indochine. De fait, en 1954, la question indochinoise devient particulièrement difficile. Le 9 mars, André Cavelier vote pour l'ordre du jour gouvernemental déposé en conclusion des interpellations sur l'Indochine et, après Ðiện Biên Phủ, pour la confiance au gouvernement sur la situation dans la péninsule (13 mai 1954). Il soutient l'investiture de Pierre Mendès France lors du vote de confiance du 17 juin 1954. Le 30 août suivant, André Cavelier vote la question préalable opposée par Édouard Herriot et le général Aumeran à la ratification du traité sur la CED, et le 10 décembre pour la confiance au gouvernement sur sa politique en Algérie.
Lors de la séance du 4 février 1955, André Cavelier se prononce pour la confiance à Pierre Mendès France dans le scrutin sur la situation en Afrique du Nord mais le cabinet est renversé. Puis il vote l'investiture d'Edgar Faure (23 février 1955) et l'état d'urgence en Algérie (31 mars). Le 29 novembre, il vote contre le gouvernement sur le maintien du mode de scrutin et la date des élections (chute du cabinet Edgar Faure).
Il ne se représente pas aux élections du 2 janvier 1956.

## Distinctions honorifiques
- Croix de guerre 1914–1918
- Officier de l'ordre des Palmes académiques (1947)
- Chevalier de la Légion d'honneur (1924)[1]

## Mandats
- Conseiller municipal de La Chapelle-Bayvel : 1919-
- Maire de La Chapelle-Bayvel : 1924-
- Député de l'Eure : 1951-1955

## Source
- « Dictionnaire des parlementaires français de 1889 à 1940 », J.Joly